# Elefantenhaus
|  | Dieser Artikel wurde aufgrund von formalen oder inhaltlichen Mängeln in der Qualitätssicherung Biologie zur Verbesserung eingetragen. Dies geschieht, um die Qualität der Biologie-Artikel auf ein akzeptables Niveau zu bringen. Bitte hilf mit, diesen Artikel zu verbessern! Artikel, die nicht signifikant verbessert werden, können gegebenenfalls gelöscht werden. Lies dazu auch die näheren Informationen in den Mindestanforderungen an Biologie-Artikel. Begründung: Die Grundsätzliche Notwendigkeit des Artikels ist fragwürdig. Inhalte sind veraltet und einseitig. Siehe auch auf der Diskussionsseite |

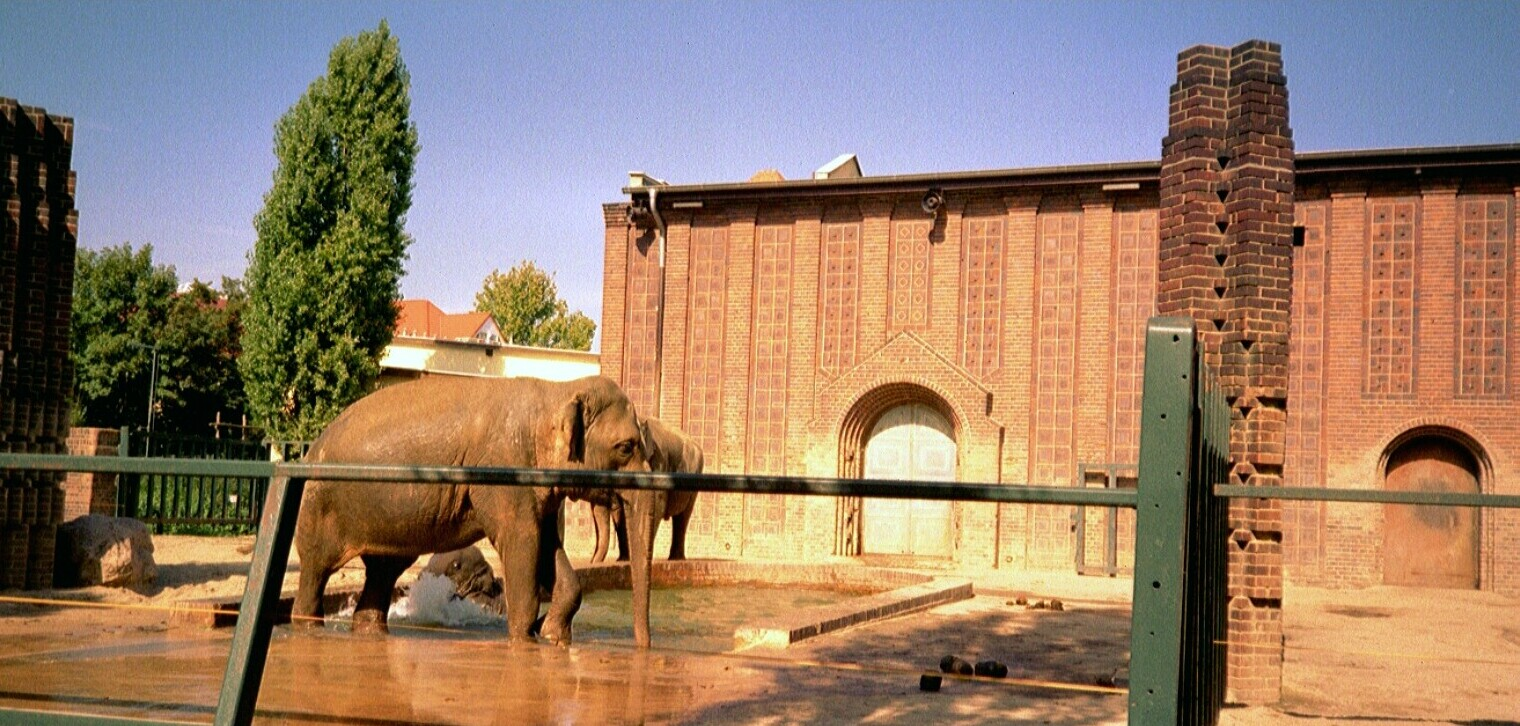
Alte Außenanlage des Elefantenhauses des Leipziger Zoos

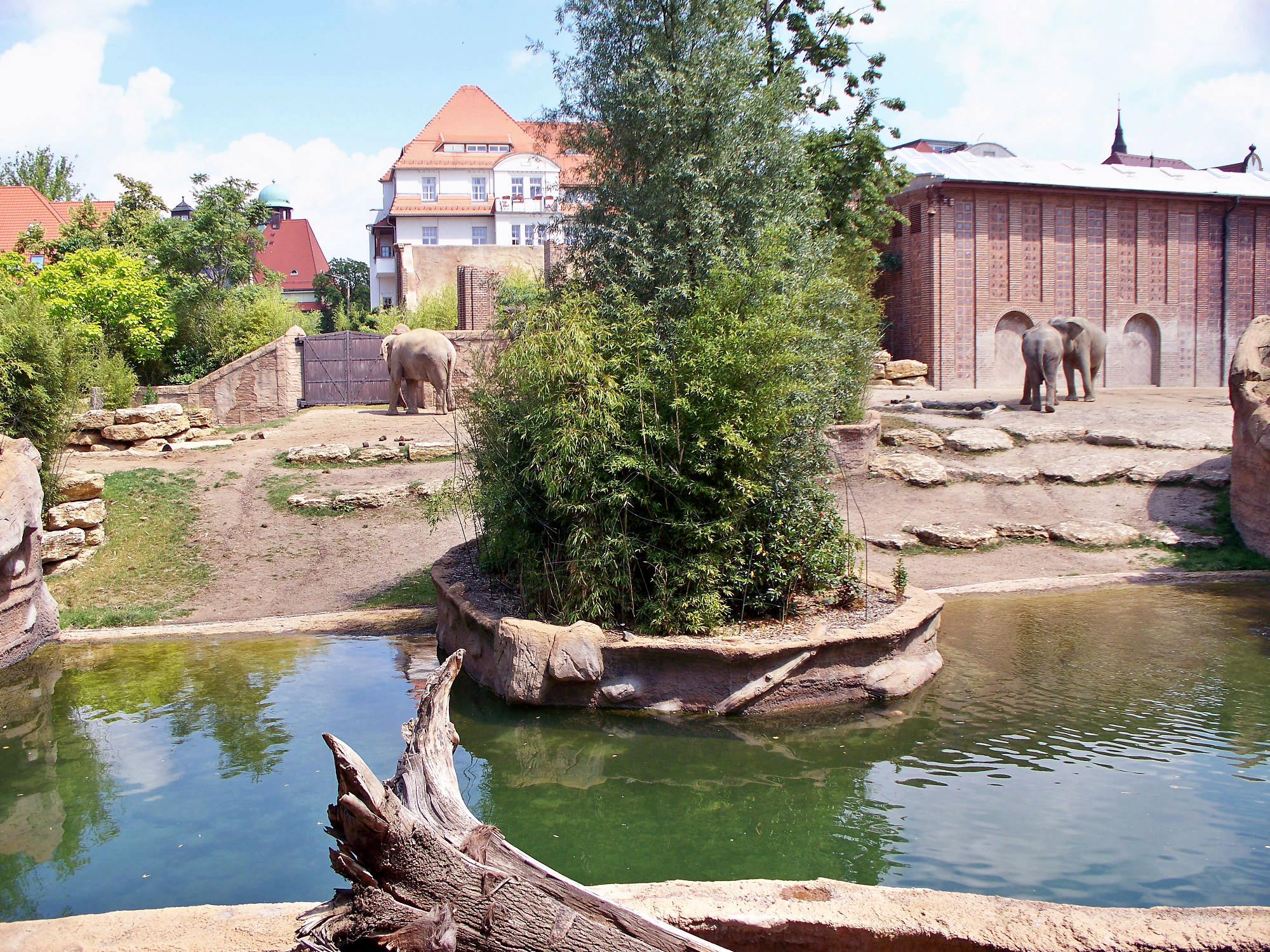
Die neue Außenanlage des Leipziger Zoos mit dem Elefantentempel Ganesha Mandir

Ein Elefanten- oder Dickhäuterhaus ist ein in zoologischen Gärten oder Tierparks errichtetes oder darin integriertes Gebäude, in dem Elefanten nach Möglichkeit artgerecht – das heißt angepasst an ihre natürliche Umwelt und ihr Sozialverhalten – und sicher gehalten werden können. Andererseits werden Elefantenhäuser so konzipiert, dass den Besuchern der Anlagen eine optimale Möglichkeit der Beobachtung der Tiere geboten werden kann, wobei Kompromisse zwischen diesen beiden Zielen grundsätzlich nötig sind. Elefantenhäuser bieten mit den in ihnen integrierten Käfigen die Möglichkeit der Beobachtung, der Forschung und der Nachzucht.
Veraltete Elefantenhäuser leiden oft unter verschiedenen Mängeln, die aufgrund historischer oder denkmalgeschützter Bauten nicht immer mit den Erfordernissen korrekter Haltung in Einklang zu bringen sind:
- Platzmangel kann zu Problemen in der Elefantenherde führen (fehlende Rückzugsmöglichkeit) und macht oft ein Anketten notwendig. Gegenmaßnahmen sind das Zusammenlegen mehrerer Boxen, neue oder überarbeitete Außenanlagen als Übergangsweg oder sichtgeschützte Stellen durch Bäume oder zusätzliche Mauern sowie das gleichzeitige Füttern an mehreren Stellen, um die Herde zeitweise aufzuteilen.

- Fehlende Beschäftigungsmöglichkeiten begünstigen Spannungen in der Herde und können Verhaltensstörungen hervorrufen und fördern (Weben). Diversität im täglichen Umgang, wechselnde Futterplätze und -pläne sowie Spiel- und Bademöglichkeiten können dem nur begrenzt entgegenwirken, meist bleibt nur eine Um- oder Neugestaltung der Gehege.

- Ungeeignete Bodenbeläge (z. B. Beton, Klinker oder Ziegel) erschweren oder verhindern ein Schlafen im Liegen und rufen bei langjähriger Haltung Fußerkrankungen hervor (sog. „Hufkrebs“). Einzige Alternative ist der völlige Verzicht auf Beton. Im Innenbereich moderner Anlagen kommen angepasste Gummiestrichböden und auf den Außenanlagen unterschiedliche Bodenarten (wie z. B. Sand, Lehm oder einfacher Grasboden) zum Einsatz.

Schon kleine Änderungen können die Haltungsqualität bedeutend verbessern, in vielen Fällen ist jedoch ein größerer Um- oder Neubau der Gehege erforderlich.

## Andere Arten
Neben Elefanten können in Dickhäuterhäusern auch andere Arten, deren Haltung ähnlich anspruchsvoll ist, untergebracht sein, z. B. Flusspferde oder Nashörner.